# Iglesia libre de Tonga

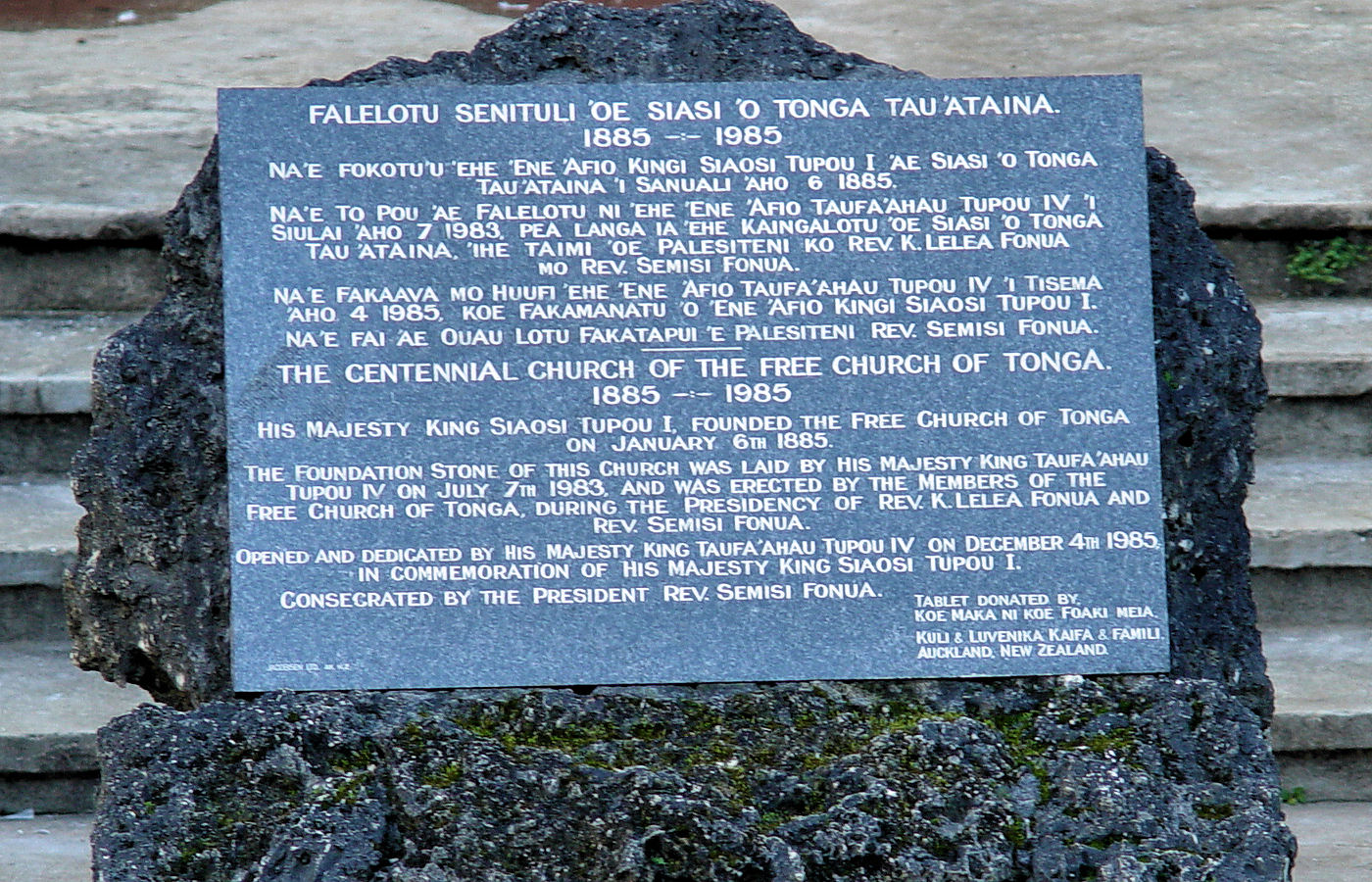
Placa conmemorativa del centenario de la fundación de la Iglesia Libre de Tonga. Centennial Church (Nuku'alofa)

La Iglesia Libre de Tonga (en tongano: Siasi ʻo Tonga tauʻatāina; en inglés: Free Church of Tonga) es una denominación religiosa de extracción metodista del Reino de Tonga. 
Establecida en 1885 por el rey Jorge Tupou I con el objetivo de independizarse del metodismo australiano, su primer nombre fue el de «Iglesia Wesleyana Libre de Tonga», y se convirtió en la iglesia oficial del reino. En 1924 fue fusionada con la misión wesleyana, surgiendo la Iglesia Wesleyana Libre. Desde entonces la Iglesia Libre de Tonga es sinónimo del grupo de fieles que repudió la unión de ambas misiones.

## Historia

### Primeros años
La Iglesia Libre de Tonga fue establecida en enero de 1885 por el rey Jorge Tupou I a instancias de su principal asesor, Shirley Waldemar Baker, con el objetivo de independizarse de la Iglesia Metodista Wesleyana de Australia y sus misioneros.Esto desencadenó una crisis, y la subsecuente persecución de fieles wesleyanos. Originalmente llamada «Iglesia Libre Wesleyana de Tonga», se convirtió en la iglesia estatal durante el reinado de Jorge Tupou II, quien la renombró como «Iglesia de Tonga Libre» en 1898.
Los reyes Carlota Tupou II y Taufa'ahau Tupou IV fueron bautizados en la Iglesia Libre de Tonga, lo que contribuyó a reafirmar su estatus como denominación del establishment.

### Fusión con la misión wesleyana
En 1924, la reina Carlota Tupou II ―cuyo esposo, el príncipe Viliami Tungī Mailefihi era un metodista wesleyano― logró la reunificación de la Iglesia Libre de Tonga con la misión wesleyana, creando de esta manera, la Iglesia Wesleyana Libre de Tonga.La unión fue rechazada por un grupo liderado por el entonces presidente de la Iglesia Libre Jabez B. Watkin, quien fue destituido por la monarca.